# International Wound Journal
Das International Wound Journal ist eine wissenschaftliche Fachzeitschrift, die vom Wiley-Blackwell-Verlag veröffentlicht wird. Die Zeitschrift erscheint mit sechs Ausgaben im Jahr und veröffentlicht Arbeiten aus dem Bereich der Wundbehandlung.
Der Impact Factor lag im Jahr 2014 bei 2,125. Nach der Statistik des ISI Web of Knowledge wird das Journal mit diesem Impact Factor in der Kategorie Dermatologie an 19. Stelle von 62 Zeitschriften und in der Kategorie Chirurgie an 66. Stelle von 198 Zeitschriften geführt.